# Throne of Glass
Throne of Glass ist eine Fantasy-Buchreihe der amerikanischen Autorin Sarah J. Maas. Die Handlung spielt in der erdachten Welt Erilea, in der es auch Magie gibt. Die Protagonistin ist die Assassinin Celaena Sardothien, die sich gegen den Tyrannenkönig auflehnt.
Im Alter von 16 Jahren erregte Maas Aufsehen in einem Onlineforum für Autoren mit einer frühen Version dieser Buchreihe. Maas schaffte mit der seit 2012 veröffentlichten Reihe den Durchbruch. Bis 2018 sind sieben Bände erschienen. Die Reihe wird in 35 Sprachen verkauft.

## Inhalt
Die Handlung spielt in der fiktiven Welt Erilea. Diese wird von dem grausamen König von Adarlan regiert, der alle Magie verboten hat. In dieser Welt lebt die 18-jährige Assassinin Celaena Sardothien. Sie ist im ganzen Land bekannt und gefürchtet – nichts, so scheint es, kann sie aufhalten. Doch sie wird verraten und wird in die Salzminen verbannt, wo sie unter unmenschlichen Bedingungen Knochenarbeit leisten muss.

### Die Erwählte
Der erste Band spielt ein Jahr nach Celaena Sardothiens Gefangennahme. Ihr wird angeboten, bei einem Turnier des Königs mitzumachen. Der Sieger ist für vier Jahre der Champion des Königs und muss für diesen töten. Celaena nimmt das Angebot an und kämpft mit 23 Mördern und Dieben, unter dem falschen Namen Lillian Gordaina, um den Preis. Im Laufe der Handlung kommt sie dem Thronprinzen Dorian Havilliard und dem Captain der königlichen Leibgarde, Chaol Westfall, immer näher. Die beiden Männer sind nur wenig älter als sie selbst und gehören zu den wenigen, die um ihre wahre Identität wissen. Auch in der Prinzessin Nehemia findet sie eine Freundin. Doch schon bald geschehen merkwürdige Dinge im Schloss. Teilnehmer werden ermordet aufgefunden und der Geist der ersten Königin Adarlans prophezeit Celaena, dass, falls sie nicht gewinne, schreckliche Dinge geschehen werden.

### Kriegerin im Schatten
Im zweiten Teil ist Celaena der Champion des Königs und soll in seinem Namen Menschen töten. Doch sie widersetzt sich den Befehlen und ermöglicht den Todgeweihten die Flucht ohne Wissen des Königs. Nur Chaol Westfall und der Prinzessin Nehemia vertraut sie ihr Geheimnis an. Gemeinsam machen sie eine schreckliche Entdeckung, die aber nur einen kleinen Teil der dunklen Machenschaften des tyrannischen Herrschers darstellt. Dieser scheint die mysteriösen Wyrd-Zeichen zu nutzen, um seine Macht zu vergrößern und die Magie zu unterdrücken. Als Celaenas beste Freundin Nehemia auf grausame Weise getötet wird, beschließt sie, am König, der ihr so vieles genommen hat, Rache zu nehmen. Sie beginnt sich ihrer Vergangenheit zu stellen.

### Erbin des Feuers
Der dritte Teil beginnt damit, dass Celaena mit einem neuen Auftrag des Königs in das verfeindete Königreich Wendlyn segelt, um die Königsfamilie zu töten. Vor der Reise teilt sie Chaol indirekt mit, dass sie die letzte Überlebende des Königshauses von Terrassen, Thronerbin Aelin Ashryver Galathynius, ist. Anstatt den heimtückischen Mord zu planen, wird sie von einem Fae namens Rowan in ihren magischen Kräften ausgebildet. Denn nur so darf sie mit ihrer Tante Maeve, einer unsterblichen Fae-Königin, sprechen. Durch diese erhofft sie sich Antworten auf die Frage nach den Wyrd-Zeichen und ihrer Rolle bei der Unterdrückung von Magie in Adarlan. In der Zwischenzeit entdeckt Thronprinz Dorian Havilliard, dass er magiebegabt ist, und das in einem Land, in dem sein eigener Vater das Zaubern unmöglich gemacht und bei Todesstrafe verboten hat. Und Chaol schließt sich den Rebellen an, die ihre verschwundene Königin (Aelin alias Celaena) aufspüren und helfen wollen, den König zu stürzen. Währenddessen beginnt Dorian eine Liebesbeziehung mit der Spionin Sorscha, die sich als eine Heilerin ausgibt, sie wird aber geköpft, als der König erfährt, dass Dorian Magie beherrscht. Also legt der König von Adarlan seinem Sohn ein Wyrdsteinhalsband um, das ihn zu einem Valg-Fürsten macht. Dorian versucht gegen den Dämon anzukämpfen, hat jedoch keine Chance sich von ihm zu befreien.
Parallel dazu spielen einige Kapitel mit der Hexe Manon Blackbeak als Hauptrolle. Sie ist, wie alle Hexen, von dem Verschwinden der Magie vor zehn Jahren betroffen, dadurch kann sie nicht mehr fliegen und altert. Die Handlung setzt ein, als der König den Hexen anbietet, seiner fliegenden Armee beizutreten, nicht auf Besen, sondern auf dafür gezüchteten Wyrd-Tieren. Mit ihrer Hilfe verspricht sich der König, den trauernden Nachbarkontinent zu unterwerfen, sobald Celaena Sardothien die dortige Königsfamilie getötet hat.

### Königin der Finsternis
Im vierten Teil geht Aelin nach Rifthold zurück um herauszufinden wie sie die Magie wieder freisetzt. In Rifthold angekommen sieht sie Chaol wieder, welcher sich den Rebellen angeschlossen hat und zusammen mit seiner neuen Freundin Nesryn gegen den König kämpft. Sie erfährt durch ihren ehemaligen Meister Arobynn Hamel, dass ihr Cousin Aedion Ahshryver vom König gefangen gehalten wird. Also befreit sie ihn mit der Hilfe von Lysandra, welche Aelins ehemalige Feindin, aber nun ihre Freundin ist. Weil sowohl Lysandra als auch Aelin durch Arobynn Leid erlitten hatten, beschließen sie, sich zu verbünden, um ihn zu töten. Rowan kommt aus Wendlyn wieder und berichtet ihr, dass Lorcan Jagd auf sie macht. Mit einer List versucht Aelin Lorcan loszuwerden, doch als sie später versucht die Magie freizusetzen wird ihr das zum Verhängnis.
Manon lernt Elide kennen und freundet sich mehr oder weniger mit ihr an. Erawan fordert einen Zirkel der Hexen, um mit ihnen Hexen-Valg-Mischlinge zu züchten, doch was er mit ihnen macht, ist furchtbar. Im Verlaufe des Buches muss Manon auf eine Reise und Erawan nutzt die Gelegenheit, um Elide einzusperren, um auch sie aufgrund ihrer magischen Fähigkeiten zur Zucht zu verwenden. Als Manon das erfährt, versucht sie Elide zu retten, bei dem Fluchtversuch spielt Kaltain keine unbedeutende Rolle und lässt so ihr Leben. Manon schickt Elide auf den Weg nach Terrassen. Es kommt auch zu einem Streit zwischen der Dreizehn in dem Manon erfährt, dass ihre Großmutter Asterins totgeborenes Kind verbrannt und anschließend Asterin gebrandmarkt hat.
Am Ende des Buches schafft es Dorian mithilfe von Aelin, sich von seinem Halsband zu befreien und anschließend den König von Adarlan zu töten.

### Die Sturmbezwingerin
Im fünften Teil der ToG-Reihe geht Aelin mit ihren Gefährten Rowan, Aedion, Lysandra, Fleetfoot und Evangeline nach Terrassen, um dort mit den Lords zu sprechen und ihren rechtmäßige Position als Königin von Terrassen anzunehmen. Doch die Lords halten Aelin aufgrund ihrer Vergangenheit für ungeeignet und schicken sie wieder fort. Aelin erfährt, dass Erawan einen Angriff auf Rifthold plant und schickt Rowan los um Dorian zu retten. Dieser überlebt den Angriff nur dank Manon, die ihm das Leben schenkt und Rowan kann ihn rechtzeitig retten. Aelin und Rowan treffen sich dann in Skull's Bay wieder um den Piratenlord Rolfe im bevorstehenden Krieg auf ihre Seite zu bringen, welches ihnen auch durch eine List, die fast die ganze Insel zerstört hätte, gelingt. In Skull's Bay treffen sie auch Gavriel und Fenrys, welche von Maeve den Auftrag bekommen haben Lorcan zu töten. Sie können beide vorerst auf ihre Seite ziehen. Als Manons Großmutter erfährt, dass Manon Dorian gerettet und dafür eine andere Hexe getötet hat, beschließt sie, Asterin dafür zu töten. Manon stellt sich allerdings gegen sie und muss flüchten, wobei sich die Dreizehn zerstreut. Erawan macht Jagd auf Manon, um sie zurückzuholen. Aelin bricht währenddessen auf, um ein „Schloss“ zu finden. Unterwegs nehmen sie Manon mit, welche von Abraxos schwerverletzt zu ihnen getragen wurde. In dieser Gemeinschaft beginnen sie das Schloss zu suchen und finden einen Spiegel. Während einem Kampf gegen Ilken stoßen auch Lorcan und Elide zu ihnen. Als sie wieder an ihren Booten angekommen sind, finden sie eine Flotte von Aelins Freundin, welche bei Aelin noch Schulden offen hatte, vor. Am darauf folgenden Tag kommt Maeves Armee und greift sie an. Manon und Aelin gehen in den Spiegel und erfahren Aelins schreckliche Zukunft. Während Aelin und Manon im Spiegel sind, können Rowan und die anderen Maeves Armee gerade so in Schach halten. Als Manon und Aelin aus dem Spiegel treten, fällt Aelin, welche zu dem Zeitpunkt keine Macht mehr hat, weil sie sie verbraucht hat, in Maeve in die Arme und wird von ihr entführt.

### Der verwundete Krieger
Chaol und Nesryn gehen zu dem Südlichen Kontinent um Chaols Wunde, welche er sich bei dem Einsturz des Schlosses zugezogen hat, heilen zu lassen und eine Armee vom Großkhan für den Krieg zu erbitten. Doch als sie im Schloss ankommen ist nichts so wie sie erwartet haben, die jüngste Tochter des Großkhans hat Selbstmord begangen und der Großkhan will ihnen keine Armee geben. Außerdem kann die Heilerin Yrene Chaols Wunde aus irgendeinem Grund nicht heilen. Einer der Söhne des Großkhan geht auf Chaol zu und sagt ihm, dass er nicht glaube, dass der Tod seiner jüngsten Schwester ein Selbstmord war, sondern von jemandem herbeigeführt wurde. Während Yrene versucht Chaols Wunde zu heilen, versucht Chaol dem Mörder, welcher sehr wahrscheinlich auch von einem Valg Kommandanten besessen ist, immer weiter auf die Spur kommt. Unterdessen verliebt sich Nesryn in einen der Söhne des Großkhans und fliegt mit ihm zu seiner zweiten Heimat, ein kleines Dorf, in dem eine Art von riesen Vögeln gezüchtet wird, auf der Menschen bzw. die Soldaten reiten können. Doch es werden immer mehr Eier der Vögel durch vermutlich riesige Spinnen gestohlen. Nesryn und der Sohn des Großkhan versuchen die Eier zurückzubekommen und die Spinnen zu töten. Doch ihr Plan geht schief und sie werden von den Spinnen gefangen genommen. Dabei erfahren sie das Maeve selbst nicht aus dieser Welt stammt und im Prinzip „das ultra Böse“ ist. Sie schaffen es sich gerade so zu befreien und töten einen Großteil der Spinnen. Chaol und Yrene haben währenddessen den Mörder der jüngsten Prinzessin gefunden, welche selbst eine Prinzessin ist, aber von einem Valg besessen ist. Yrene schafft es, sie von diesem zu befreien. Der Großkahn ist Yrene so dankbar, dass er Chaol, welcher sich in Yrene verliebt und Yrene sich auch in ihn, seine Armee zur Verfügung stellt. Chaols Wunde ist verheilt und er kann wieder laufen, was er vorher aufgrund der Komplizierten Verletzung am Rücken nicht konnte. Nesryn kehrt auch bald mit ihren Prinzen zurück und sie fahren gemeinsam (Chaol, Yrene, Nesryn, die Armee) zurück, um Aelin im Krieg beizustehen.

### Herrscherin über Asche und Zorn
Aelin alias Celaena wird von der Dunklen Königin gefangen gehalten. Eingesperrt in einem Käfig an einem geheimen Ort scheint eine Flucht unmöglich zu sein. Während Prinz Rowan die halbe Welt nach seiner verlorenen Liebe absucht, versuchen Aedion und Gestaltenwandlerin Lysandra, ihre Heimat – nun ohne die Macht und den Schutz ihrer Königin – mit allen Mitteln zu verteidigen. Alte Bündnisse werden gebrochen, neue geschmiedet und gestärkt. Alles läuft auf die letzte große Schlacht hinaus, die Aelin Feuerherz und ihre Gefährten für sich entscheiden müssen, um Erilea vor der Herrschaft der Dämonen zu bewahren.

### Celaenas Geschichte
In dem Buch Celaenas Geschichte sind fünf Erzählungen zu finden, welche wichtig für das Hintergrundwissen von ToG (Throne of Glass) sind, da die Geschichten auch in den eigentlichen Büchern genannt werden, aber nie weiter darauf eingegangen wird.

#### I.
In der ersten Geschichte sind Celaena und Sam in Skull´s Bay, um von den Piratenlord Rolfe Geld für Assassinen einzufordern, welche er angeblich umgebracht hat. Arobynn hat Celaena und Sam aber nicht die ganze Wahrheit gesagt, denn eigentlich sollen sie nur den Transport von ungefähr 200 Sklaven überwachen. Sam und Celaena aber sind Gegner von Sklavenhaltung und so versuchen die beiden, die 200 Sklaven zu befreien. Dies gelingt ihnen aber nur mit Mühe und Not, wobei auch fast Celaena und Sam gestorben wären. Sam und Celaena kommen sich bei diesem Abenteuer auch das erste Mal seit Jahren wieder näher.

#### II.
In der zweiten Geschichte ist Celaena als Strafe auf dem Weg zur „Red Desert“ und den „Schweigenden Assassinen“, dafür dass sie und Sam die Sklaven befreit haben, wobei Arobynn Sam und Celaena zuvor schon ohnmächtig geprügelt hat. Celaena macht an einem Gasthof Halt und mietet sich dort für mehrere Tage ein Zimmer zum Schlafen. Celaena fällt schnell auf, dass das Mädchen, welches Bier austeilt, sie beobachtet und sehr schlau scheint. Als Celaena später zufällig sieht, wie das Mädchen von mehreren Räubern überfallen wird, greift sie ein und tötet alle Räuber bis auf einen, der entkommt. Celaena bringt dem Mädchen in dieser Nacht Selbstverteidigung bei. Dabei erfährt Celaena, dass sie Yrene heißt und eigentlich Heilerin werden wollte, aber kein Geld mehr für die Weiterreise hatte und nun hier arbeitet. Als Celaena geht, hinterlässt sie dem Mädchen einen Zettel mit einer Botschaft und Gold.

#### III.
In der dritten Geschichte ist Celaena bei den Schweigenden Assassinen angekommen und wird von ihnen ausgebildet, wobei Celaena eine Freundin namens Ansel kennenlernt. Eines Tages muss Ansel einen Brief von den Assassinen zu dem „König“ des Landes bringen. Der Rückweg verläuft fluchtartig und sie stehlen zwei Asteroin-Stuten, welche sehr wertvoll sind. Der Meister der Assassinen beginnt Celaena auszubilden, worauf Celaena schon lange wartet, damit sie ein Empfehlungsschreiben von ihm für Arobyn bekommt. Celaena bemerkt, dass der Sohn des Meisters Ilias sie besonders beobachtet und sie gernhat. Eines Tages werden die Assassinen von den „König“ angegriffen und schaffen es nur knapp. Dabei erfährt Celaena, dass Ansel sie verraten hat. Celaena schenkt Ansel das Leben und kehrt später zu Arobynn zurück.

#### IV.
In der vierten Geschichte ist Celaena wieder bei Arobynn und übernimmt einen neuen Auftrag. Das Opfer soll jemand sein, der sich gegen Sklavenhandel ausspricht und die Sympathisanten dem König ausliefern will. Celaena bringt ihn mit Sam zusammen um, doch es stellt sich heraus, dass das Opfer ein Sympathisant der Sklaven war und sie befreien wollte. Celaena ist wütend auf Arobyn, ist aber Sam nähergekommen. Celaena kauft sich von Arobynn frei.

#### V.
Celaena und Sam ziehen in eine gemeinsame Wohnung und kaufen sich aus der Gilde frei. Mit Geldproblemen versuchen sie nun, neue Aufträge zu bekommen. An einen Tag kommt Sam zurück und meint, er habe einen sehr gut bezahlten Auftrag bekommen; sie sollen die Herren der Unterwelt töten. Sam meinte, er möchte zumindest einen allein töten und so kommt es. Doch der Auftrag war eine Falle und Sam kommt gefoltert zu Tode. Celaena will Rache nehmen und bricht bei den Herren der Unterwelt ein, doch auch das ist eine Falle und Celaena wird verhaftet und wird verurteilt, in Endovier zu schuften, bis sie tot ist. Noch im Gefängniswagen gibt sich Celaena auf, doch kurz vor der Ankunft beschließt sie, so lange wie möglich in Endovier zu überleben.

### Personen
- Celaena Sardothien: Sie ist eine gefürchtete Assassinin, die ab Ende des 1. Bands als der Champion des Königs Menschen töten soll. Sie ist kurzzeitig mit Chaol Westfall zusammen. Ihr richtiger Name ist Aelin Ashryver Galathynius, die Thronerbin von Terrassen. Sie ist in Magie in Feuer und Wasser begabt und eine ein Halb-Fae. Außerdem kann sie sehr gut mit Waffen umgehen. Ab dem dritten Band stellt sie sich ihrer Vergangenheit und beschließt, ihr untergegangenes Königreich wieder aufzubauen. Im vierten Teil beginnt sie eine Beziehung mit Rowan und es offenbart sich, dass die beiden Seelengefährten sind. Am Ende des fünften Bandes heiraten sie. Außerdem ist Aelin Rowans „Carranam“ was bedeutet, dass er im Falle eines Kampfes Aelins Magie aufnehmen kann und andersherum genauso.
- Chaol Westfall: Er war Captain der königlichen Leibgarde und zurückgetretener Lord. Im zweiten Band beginnt er mit Celaena eine Liebesbeziehung, die nach dem Tod Nehemias zerbricht. Er schließt sich den Rebellen an, um Dorian Havilliard zu beschützen. Dort trifft er auf seine alte Freundin Nesryn Faliq, mit der er im fünften Teil wieder eine Art Beziehung anfängt, die im sechsten Teil jedoch endet. Er weiß um Celaenas wahre Identität, außerdem ist er Dorian Havilliards engster Freund. Als Dorian König wird, wird Chaol zu seiner rechten Hand ernannt und reist zum südlichen Kontinent, um dort mit Nesryn Streitkräfte zu mobilisieren und seine Verletzungen zu heilen. Dort lernt er im sechsten Band seine zukünftige Frau, die Heilerin Yrene Towers kennen, mit der er am Ende des Bands nach Erilea zurückkehrt, um im Krieg zu kämpfen. Nachdem Yrene sein Leben gerettet hat, sind ihre Leben durch ein Band miteinander verbunden und sowohl ihr Leben, als auch ihre Kraft voneinander abhängig.
- Dorian Havilliard: Er ist der Thronerbe von Adarlan, ist aber mit den Vorstellungen seines Vaters nicht zufrieden und lehnt sich öffentlich gegen ihn auf. Außerdem ist er in wilder Magie begabt. Im dritten Band verliebt er sich, ohne es zu ahnen, in eine Spionin. Als diese enthauptet wird, setzt er seine Magie gegen den König ein, wird aber besiegt und mit einem Wyrd-Halsband seines Willens beraubt. Nachdem er mitansehen muss, wie der Valg-Fürst in ihm schreckliche Taten vollbringt, kann er am Ende des vierten Teils von ihm befreit werden und wird nach dem Tod seines Vaters neuer König von Adalan. Im fünften Teil beginnt er eine Beziehung mit der Hexe Manon Blackbeak, die ihm bei dem Überfall auf Rifthold das Leben gerettet hat.
- König: Er ist der tyrannische Herrscher Adarlans und will seine Macht über die ganze Welt verbreiten. Um die Magie im Land zu unterdrücken, benutzt er Wyrd-Schlüssel. Diese sorgen dafür, dass keine Magie mehr praktiziert werden kann. Nur wer das Blut des Königs in sich trägt, wie Dorian Havilliard, kann jetzt noch Magie gebrauchen. Gleichzeitig wird die Macht der Personen, die in Besitz der drei einzigen Wyrd-Schlüssel sind, unendlich groß. Sein Ziel ist es, alle drei in seinen Besitz zu bringen. In den ersten Bänden wird er als der Bösewicht dargestellt doch in Wirklichkeit ist nicht der König böse, sondern der Valg (Böses Geisterwesen) der von ihm Besitz ergriffen hat. Er stirbt am Ende des vierten Teils, nachdem er zugab sein Leben lang gegen den Valg in ihm angekämpft zu haben.

- Aedion Ashryver: Er ist der Cousin von Aelin Ashryver Galathynius und hat bei der Ermordung der Königsfamilie nur überlebt, weil er sich dem König von Adarlan unterworfen hat. Als Halb-Fae ist er der Sohn von Gavriel. Er ist ein General, dem der König zu vertrauen gedenkt, da er ein Wyrd-Ring trägt. Dieser soll dafür sorgen, dass er im Sinn des Königs handelt. Doch hat er diesen in weiser Voraussicht durch ein Duplikat ersetzt. In Wirklichkeit gehört der den Rebellen an, die dafür sorgen wollen, dass Aelin auf den Thron kommt. Er erfährt erst im vierten Band, dass Aelin sich hinter Celaena Sardothien verbirgt und wird ein wichtiger Teil ihres Hofes. Im fünften Band beginnt er eine Beziehung mit der Gestaltwandlerin Lysandra.
- Rowan Whitethorn: Er ist ein unsterblicher Fae (unsterbliche Wesen, die Magie gebrauchen und ihre Gestalt verändern können) und lebt auf einem anderen Kontinent (in Wendlyn). Rowan kann wie alle des Geschlechts Whitehorn den Wind und das Eis kontrollieren. Er ist nach Lorcan der mächtigste lebende Fae. Als Celaena Sardothien nach Wendlyn kommt, um die dort regierende Königsfamilie zu ermorden, beginnt er sie auf brutale, aber effiziente Weise zu unterrichten. Er ist der grausamen Fae-Königin Maeve, Celaenas Tante, verpflichtet. Seine zweite Gestalt ist ein Habicht. Ende des dritten Bands befreit Celaena ihn aus der Macht ihrer Tante und er verpflichtet sich ihr mit einem Blutschwur. Im vierten Teil beginnt er eine Beziehung mit Celaena/Aelin und es offenbart sich, dass die beiden Seelengefährten sind. Am Ende des fünften Bandes heiraten sie. Außerdem ist Rowan Aelins „Carranam“ was bedeutet, dass sie im Falle eines Kampfes Rowans Magie aufnehmen kann und andersherum genauso.
- Manon Blackbeak: Sie ist eine Hexe und Erbin des Blackbeak-Clans, außerdem ist sie die Anführerin der gefürchteten „13“. Ihr Wyrd-Tier (Wyvern) Abraxos ist klein und schwächlich, doch sieht Manon in seinen Augen Intelligenz. In einigen Stellen im Buch scheint auch bei ihr eine gute Seite durchzublicken. Dies wird von ihrer Großmutter, der Clanmutter, nicht geduldet. Im fünften Band wird deutlich, dass Manon das Kind des letzten Crochan-Prinzen und einer Backbeak-Erbin ist. Ihre Eltern wurden von ihrer Clanmutter für diese Verbindung umgebracht. Manon wird damit zur letzten Crochan-Königin (der guten Hexen), die sie jahrzehntelang jagte. Am Ende des fünften Teils schließt sie sich mit ihrer "13" Aelin an und versucht die restlichen Crochan-Hexen zu finden, um mit ihnen im Krieg zu kämpfen.
- Nehemia Ytger: Sie ist die Prinzessin eines der unterdrückten Länder. Sie lebt in der Handlung auf dem Schloss des Königs von Adarlan, um diesen auszuspionieren und für die Rechte ihres Landes einzustehen. Sie ist mit Celaena befreundet und bringt ihr die Wyrd-Zeichen näher. Außerdem unterstützt sie die Rebellen auf der Suche nach Aelin Ashryver Galathynius. Sie wird im zweiten Band ermordet, weswegen Celaena sich ihrer Vergangenheit stellt.
- Yrene Towers: Yrene flieht, nachdem ihre Mutter, eine Heilerin, vor ihren Augen lebendig verbrannt wurde aus Fenharrow auf den südlichen Kontinent. Dabei hilft ihr Celaena mit einem Geldgeschenk, nachdem die als Schankmädchen arbeitende Yrene ihr geholfen hat. Yrene hat heilende Kräfte und wird auf dem südlichen Kontinent als Heilerin ausgebildet und freundet sich mit zwei Mitgliedern der Königsfamilie an. Sie bekommt im sechsten Band den Auftrag Chaol zu heilen und verliebt sich dabei in ihn. Die beide heiraten Ende des sechsten Bandes und ziehen in den Krieg um ihre Heimatländer zu retten. Yrene besitzt außerdem die Fähigkeit einen Valg-Dämon aus einem Menschen zu befreien.

- Lorcan Salvaterre: Lorcan ist der mächtigste lebende Halb-Fae. Er untersteht der Fae Königin Maeve und ist der einzige niedere Fae der in ihrer Garde arbeitet. Er wurde von Maeve aufgrund seiner Magie aufgenommen, da seine Magie von Hellas dem Toten Gott persönlich kommt. In den Bänden drei und vier Arbeiter er für Maeve gegen Rowan und Aelin, allerdings beginnt er im fünften Teil gegen Maeves Befehl die Wyrdschlüssel zu suchen, um sie zu vernichten. Daraufhin schickt Maeve Fenrys, Gavriel und Vaughan, drei weitere Fae aus ihrer Garde, aus um ihn zu töten. Am Ende des fünften Bandes schließen er und Gavriel ein Bündnis mit Aelin, da sie von Maeve unehrentlich aus ihrem Blutschwur entlassen worden sind.

## Bücherverbot in Teilen der USA
Im Oktober 2022 wurden in Texas die Bücher „Die Sturmbezwingerin“, „Der Verwundete Krieger“ und „Königreich von Asche und Staub“ aufgrund ihrer sexuell expliziten Inhalte verboten. Im November desselben Jahres folgte das Buch „Königin der Finsternis“, das aus denselben Gründen verboten wurde.
„Die Sturmbezwingerin“ ist zudem noch in Utah, ebenfalls wegen expliziter sexueller Inhalte, verboten.
In Florida, Nevada und Alabama waren diese Bücher zudem zeitweise verboten.

## Übersicht der Bände
| Band | Titel                                             | Originaltitel     | Erscheinungsdatum  | Erscheinungsdatum in den USA |
| ---- | ------------------------------------------------- | ----------------- | ------------------ | ---------------------------- |
| 1    | Throne of Glass – Die Erwählte                    | Throne of Glass   | 2013               | 2. August 2012               |
| 2    | Throne of Glass – Kriegerin im Schatten           | Crown of Midnight | 2014               | 27. August 2013              |
| 3    | Throne of Glass – Erbin des Feuers                | Heir of Fire      | 23. Oktober 2015   | 2. September 2014            |
| 4    | Throne of Glass – Königin der Finsternis          | Queen of Shadows  | 11. November 2016  | 1. September 2015            |
| 5    | Throne of Glass – Die Sturmbezwingerin            | Empire of Storms  | 22. Juni 2018      | 6. September 2016            |
| 6    | Throne of Glass – Der verwundete Krieger          | Tower of Dawn     | 21. September 2018 | 5. September 2017            |
| 7    | Throne of Glass – Herrscherin über Asche und Zorn | Kingdom of Ash    | 21. Juni 2019      | 22. Oktober 2018             |